# Misia (Sängerin)

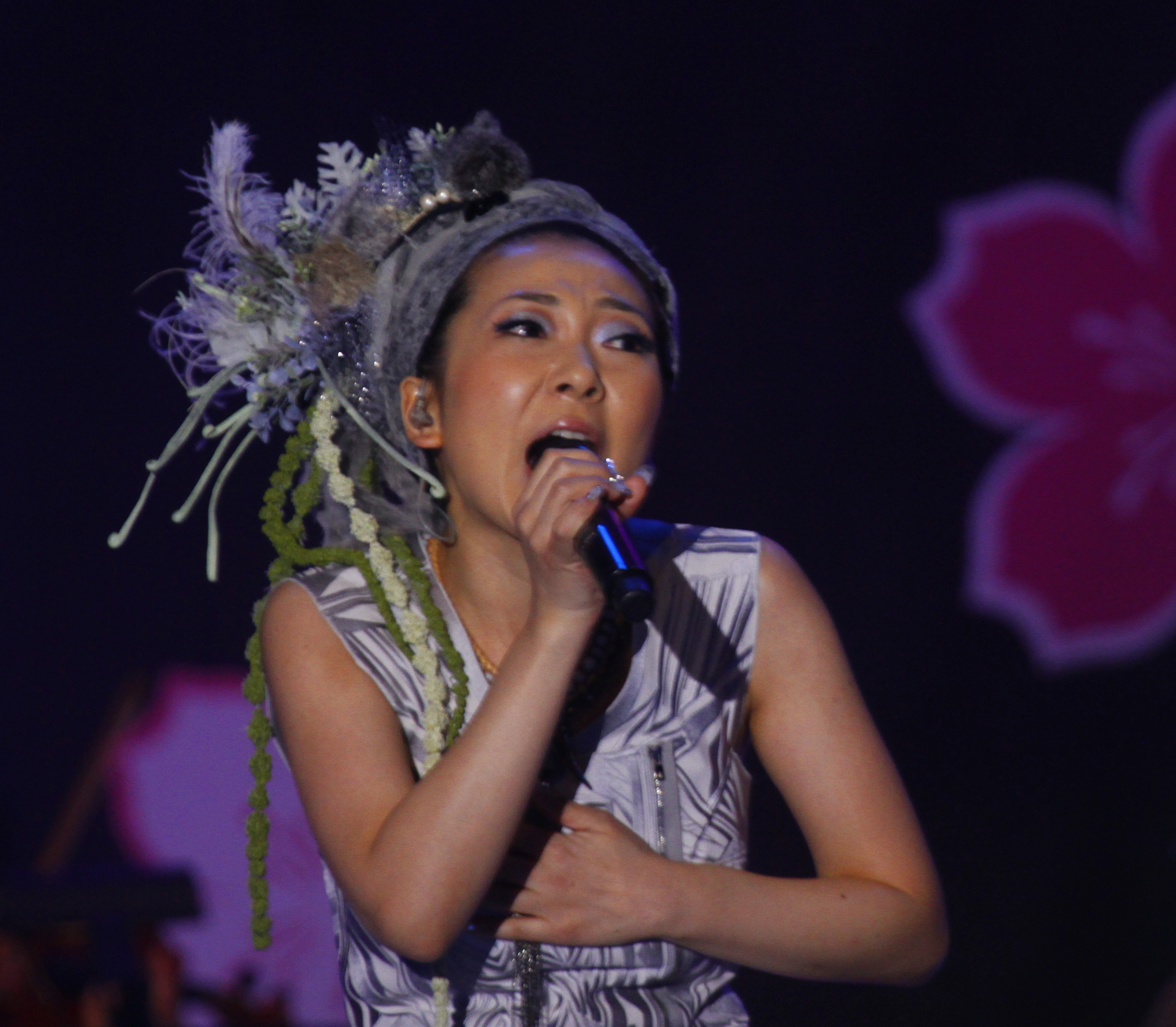
MISIA (2012)

MISIA (japanisch ミーシャ, Mīsha, bürgerlich: Misaki Itō (伊藤 美咲 Itō Misaki); * 7. Juli 1978 in Fukuoka) ist eine japanische R&B-Sängerin. Sie brachte ihre erste Single Tsutsumi Komu Yō ni… 1998 unter BMG Japan heraus. Sie wechselte 2002 zu Rhythmedia Tribe, einem Sublabel von Avex Trax. Am 1. Mai 2007 ging sie wieder bei BMG Japan unter Vertrag.

## Leben

### Vorgeschichte
Misias Eltern sind beide Ärzte und sie ist das jüngste von drei Kindern. Ihre besondere Stimme, die fünf Oktaven umfasst, entdeckte sie während einer privaten Musikstunde ihrer Schwester. In ihrer Schulzeit sang sie und spielte Trompete in einem Blasorchester und gewann mit der Hilfe ihrer Schwester kleinere Gesangswettbewerbe in Fukuoka. Bald darauf bekam sie Gesangsunterricht in Gospel und R&B und verlor mit der Zeit das Interesse an einer weiteren schulischen Laufbahn. Sie entschied sich gegen ein Studium an der Seinan-Gakuin-Universität und bemühte sich stattdessen mehr um ihre Musikkarriere.

### Debüt
Sie bekam einen Plattenvertrag bei Sony BMG Japan im Mai 1997 und nahm den Künstlernamen MISIA an, eine Kombination aus ihrem Namen Misaki und Asia. Sie debütierte mit der Single Tsutsumi Komu Yō ni… am 21. Februar 1998 und erreichte Platz 11 der Oricon-Charts. Ihre zweite Single Hi no Ataru Basho verbesserte sich auf Position 9 und wurde zudem als Titelsong für den Film hood benutzt. Ihr erstes Album mit dem Titel Mother Father Brother Sister wurde am 24. Juni 1998 veröffentlicht und erreichte nach vier Wochen die Spitze der Charts. Im März 1999 wurde ihr der Titel Best New Artist of the Year bei den Japan Gold Disc Awards verliehen und zudem gewann ihr Debütalbum den Award für das beste Pop Album des Jahres.

### Karrierehöhepunkt
Im Jahre 2000 nahm MISIA mit ihrer damaligen Lieblingsband Dreams Come True die Single I miss you ~Toki wo Koete~ auf, wobei sie den Text und Masato Nakamura als Leadsänger der Band die Melodie schrieb. Ihre Single Kokoro Hitotsu wurde 2003 als Titelsong für den Film Dragon Head verwendet. Ihre Single Namae no Nai Sora wo Miagete, die am 7. Juli 2004 veröffentlicht wurde, wurde für das Dorama Tenka genutzt. Daneben wurde ihr Song Tobikata wo Wasureta Chiisana Tori zur Titelmelodie für das PlayStation 2 Spiel Star Ocean: Till the End of Time. Ihre Single Sea Of Dreams war der offizielle Song zum 5. Jubiläum des japanischen Disneyland in Tokio. MISIA ist einer der Interpreten in Japan, die trotz ihres Erfolgs noch nie live bei einer Musikshow gesungen haben. 2004 war sie die einzige Sängerin, deren Tour allen fünf großen Domes Japans, wie dem Tokyo Dome erreichte.

### Neuanfang
Am 1. Mai 2007 wurde bestätigt, dass MISIA das Label avex trax verlässt und wieder zu ihrem früheren Label BMG Japan zurückkehrt, da ihre Verkaufszahlen stetig abnahmen. Am 4. Juli wurde dann ihre erste Single nach dem Labelwechsel mit dem Titel Any Love veröffentlicht. Nachdem im Dezember 2007 ihre nächste Single Royal Chocolate Flush erschienen war, wurde ihr achtes Studioalbum Eighth World im Januar 2008 veröffentlicht, das die Verkaufszahlen des letzten Albums übertraf.

### 2010
Im August wird bekannt, dass MISIA für ihre neuste Single Life in Harmony mit dem bekannten kanadischen Produzenten David Foster zusammenarbeiten wird. Der Song wird auch auf dem Compilation-Album von Foster, welches am 15. September erscheint, neben songs von Michael Jackson und Madonna zu finden sein.

## 2021
Misia sang bei der Eröffnungsfeier der olympischen Spiele in Tokio die japanische Nationalhymne.

## Diskografie

### Alben
| Jahr | Titel                                                                                   | Höchstplatzierung, Gesamtwochen, AuszeichnungChartsChartplatzierungen (Jahr, Titel, Platzierungen, Wochen, Auszeichnungen, Anmerkungen) | Anmerkungen                                                     |
| Jahr | Titel                                                                                   | JP | Anmerkungen                                                     |
| ---- | --------------------------------------------------------------------------------------- | --- | --------------------------------------------------------------- |
| 1998 | Mother Father Brother Sister                                                            | JP1 ×2Doppeldiamant · (77 Wo.)JP | Erstveröffentlichung: 24. Juni 1998 Verkäufe JP: + 2.580.150    |
| 1998 | The Glory Day                                                                           | JP6 ×2Doppelplatin · (17 Wo.)JP | Erstveröffentlichung: 21. November 1998 Verkäufe JP: + 748.390  |
| 1999 | Misia Remix 1999                                                                        | — | Erstveröffentlichung: 9. Juni 1999 Verkäufe JP: + 14.000        |
| 2000 | Love Is the Message                                                                     | JP1 ×2Doppeldiamant · (59 Wo.)JP | Erstveröffentlichung: 1. Januar 2000 Verkäufe JP: + 2.297.880   |
| 2000 | Misia Remix 2000 Little Tokyo                                                           | JP1 ×2Doppelplatin · (29 Wo.)JP | Erstveröffentlichung: 19. April 2000 Verkäufe JP: + 830.640<    |
| 2001 | Marvelous                                                                               | JP1 ×2Doppeldiamant · (24 Wo.)JP | Erstveröffentlichung: 1. Januar 2000 Verkäufe JP: + 1.637.540   |
| 2001 | Misia Remix 2002 World Peace                                                            | JP3 Platin · (12 Wo.)JP | Erstveröffentlichung: 21. November 2001 Verkäufe JP: + 332.510  |
| 2002 | Misia Greatest Hits                                                                     | JP1 ×2Doppeldiamant · (68 Wo.)JP | Erstveröffentlichung: 3. März 2002 Verkäufe JP: + 1.852.164     |
| 2002 | Kiss in the Sky                                                                         | JP1 Diamant · (25 Wo.)JP | Erstveröffentlichung: 26. September 2002 Verkäufe JP: + 786.770 |
| 2003 | Misia Remix 2003 Kiss in the Sky: Non Stop Mix                                          | JP3 Gold · (11 Wo.)JP | Erstveröffentlichung: 23. April 2003 Verkäufe JP: + 70.334      |
| 2003 | Hoshizora no Live: the Best of Acoustic Ballade                                         | JP2 Platin · (16 Wo.)JP | Erstveröffentlichung: 22. Oktober 2003 Verkäufe JP: + 209.538   |
| 2003 | Misia Single Collection: 5th Anniversary                                                | JP8 Platin · (15 Wo.)JP | Erstveröffentlichung: 3. Dezember 2003 Verkäufe JP: + 136.206   |
| 2004 | Mars & Roses                                                                            | JP3 Platin · (13 Wo.)JP | Erstveröffentlichung: 11. Februar 2004 Verkäufe JP: + 249.719   |
| 2004 | Misia Love & Ballads the Best Ballade Collection                                        | JP1 Platin · (29 Wo.)JP | Erstveröffentlichung: 16. Juni 2004 Verkäufe JP: + 175.187      |
| 2004 | Singer for Singer                                                                       | JP3 Platin · (20 Wo.)JP | Erstveröffentlichung: 8. Dezember 2004 Verkäufe JP: + 369.548   |
| 2007 | Ascension                                                                               | JP2 Gold · (10 Wo.)JP | Erstveröffentlichung: 7. Februar 2007 Verkäufe JP: + 127.768    |
| 2008 | Eight World                                                                             | JP3 Gold · (11 Wo.)JP | Erstveröffentlichung: 9. Januar 2008 Verkäufe JP: + 131.635     |
| 2008 | Decimo x Aniversario de Misia: the Tour of Misia 2008 Eight World + the Best DJ Remixes | JP15 (5 Wo.)JP | Erstveröffentlichung: 25. Juni 2008 Verkäufe JP: + 20.482       |
| 2009 | Just Ballade                                                                            | JP4 Gold · (21 Wo.)JP | Erstveröffentlichung: 16. Dezember 2009 Verkäufe JP: + 142.493  |
| 2011 | Soul Quest                                                                              | JP7 (15 Wo.)JP | Erstveröffentlichung: 27. Juli 2011 Verkäufe JP: + 39.986       |
| 2011 | Misia no Mori: Forest Covers (MISIAの森 -Forest Covers-)                                | JP10 (9 Wo.)JP | Erstveröffentlichung: 14. Dezember 2011 Verkäufe JP: + 28.643   |
| 2013 | Misia Super Records: 15th Celebration                                                   | JP1 Platin · (201 Wo.)JP | Erstveröffentlichung: 20. Februar 2013 Verkäufe JP: + 170.361   |
| 2014 | New Morning                                                                             | JP7 (11 Wo.)JP | Erstveröffentlichung: 2. April 2014 Verkäufe JP: + 33.148       |
| 2016 | Love Bebop                                                                              | JP5 (12 Wo.)JP | Erstveröffentlichung: 6. Januar 2016 Verkäufe JP: + 26.677      |
| 2016 | Hoshizora no Live Song Book (星空のライヴ) Song Book                                    | JP10 (4 Wo.)JP | Erstveröffentlichung: 9. März 2016 Verkäufe JP: + 7.000         |
| 2017 | Misia Soul Jazz Session                                                                 | JP11 (9 Wo.)JP | Erstveröffentlichung: 26. Juli 2017 Verkäufe JP: + 13.996       |
| 2018 | Life Is Going On and On                                                                 | JP5 Gold · (77 Wo.)JP | Erstveröffentlichung: 26. Dezember 2018 Verkäufe JP: + 63.592   |
| 2020 | Misia Soul Jazz Best 2020                                                               | JP3 Gold · (109 Wo.)JP | Erstveröffentlichung: 22. Januar 2020 Verkäufe JP: + 90.000     |
| 2020 | So Special Christmas                                                                    | JP7 (16 Wo.)JP | Erstveröffentlichung: 18. November 2020 Verkäufe JP: + 21.000   |
| 2021 | Hello Love                                                                              | JP5 (23 Wo.)JP | Erstveröffentlichung: 1. Dezember 2021 Verkäufe JP: + 34.000    |
| 2023 | Misia The Great Hope Best                                                               | JP2 Gold · (105 Wo.)JP | Erstveröffentlichung: 25. Januar 2023                           |

### Singles
| Jahr | Titel Album | Höchstplatzierung, Gesamtwochen, AuszeichnungChartsChartplatzierungen (Jahr, Titel, Album, Platzierungen, Wochen, Auszeichnungen, Anmerkungen) | Anmerkungen                                                                                  |
| Jahr | Titel Album | JP | Anmerkungen                                                                                  |
| ---- | --- | --- | -------------------------------------------------------------------------------------------- |
| 1998 | Tsutsumikomu Yō ni… (つつみ込むように…) Mother Father Brother Sister                                                            | JP11 Platin + Gold (Mobile Downloads) · (49 Wo.)JP                                                                                             | Erstveröffentlichung: 21. Februar 1998 Verkäufe JP: + 677.860                                |
| 1998 | Hi no Ataru Basho (陽のあたる場所) Mother Father Brother Sister                                                                 | JP9 Gold · (13 Wo.)JP | Erstveröffentlichung: 21. Mai 1998 Verkäufe JP: + 223.150                                    |
| 1999 | Believe Love Is the Message | JP2 Platin · (23 Wo.)JP | Erstveröffentlichung: 21. April 1999 Verkäufe JP: + 346.940                                  |
| 1999 | Wasurenai Hibi (忘れない日々) Love Is the Message                                                                               | JP4 Platin · (10 Wo.)JP | Erstveröffentlichung: 25. November 1999 Verkäufe JP: + 403.350                               |
| 1999 | Sweetness Love Is the Message                                                                                                   | JP7 Gold · (8 Wo.)JP | Erstveröffentlichung: 25. November 1999 Verkäufe JP: + 226.130                               |
| 2000 | Escape Marvelous | JP7 Gold · (11 Wo.)JP | Erstveröffentlichung: 7. Juli 2000 Verkäufe JP: + 257.610                                    |
| 2000 | Everything Marvelous | JP1 ×4×2Vierfachplatin + Doppelplatin (Digital) · (26 Wo.)JP                                                                                   | Erstveröffentlichung: 25. Oktober 2000 · Verkäufe JP: + 1.878.380 · + JP: Platin (Streaming) |
| 2001 | I Miss You: Toki o Koete (I miss you ~時を越えて~) Marvelous                                                                    | JP3 Platin · (9 Wo.)JP | Erstveröffentlichung: 1. Januar 2001 Verkäufe JP: + 432.050                                  |
| 2002 | Hatenaku Tsudzuku Story (果てなく続くストーリー) Kiss in the Sky                                                                | JP3 Platin · (7 Wo.)JP | Erstveröffentlichung: 30. Januar 2002 Verkäufe JP: + 432.050                                 |
| 2002 | Nemurenu Yoru wa Kimi no Sei (眠れぬ夜は君のせい) Kiss in the Sky                                                               | JP1 Platin + Gold (Digital) · (12 Wo.)JP | Erstveröffentlichung: 8. August 2002 Verkäufe JP: + 322.361                                  |
| 2002 | Back Blocks Kiss in the Sky | JP7 Gold · (9 Wo.)JP | Erstveröffentlichung: 13. November 2002 Verkäufe JP: + 63.106                                |
| 2003 | Kokoro Hitotsu (心ひとつ) Mars & Roses                                                                                          | JP7 Gold · (10 Wo.)JP | Erstveröffentlichung: 27. August 2003 Verkäufe JP: + 69.884                                  |
| 2003 | In My Soul / Snow Song from Mars & Roses Mars & Roses                                                                           | JP7 Gold · (9 Wo.)JP | Erstveröffentlichung: 3. Dezember 2003 Verkäufe JP: + 48.669                                 |
| 2004 | Namae no Nai Sora o Miagete (名前のない空を見上げて) Singer for Singer                                                          | JP9 Gold · (15 Wo.)JP | Erstveröffentlichung: 7. Juli 2004 Verkäufe JP: + 58.253                                     |
| 2005 | Song for You Ascension | — | Erstveröffentlichung: 7. Juli 2005                                                           |
| 2005 | Shinin’ Nijiiro no Rhythm Ascension                                                                                             | — | Erstveröffentlichung: 22. November 2005                                                      |
| 2006 | Luv Parade / Color of Life Ascension                                                                                            | JP16 (8 Wo.)JP | Erstveröffentlichung: 5. Juli 2006 Verkäufe JP: + 24.410                                     |
| 2006 | Sea of Dreams: Tokyo DisneySea 5th Anniversary Theme Song Ascension                                                             | JP13 (9 Wo.)JP | Erstveröffentlichung: 12. Juli 2006 Verkäufe JP: + 30.921                                    |
| 2007 | Any Love Eighth World | JP8 (5 Wo.)JP | Erstveröffentlichung: 4. Juli 2007 Verkäufe JP: + 22.876                                     |
| 2007 | Song for You (Hoshizora no Live IV @ Niigata) Ascension                                                                         | — | Erstveröffentlichung: 22. August 2007                                                        |
| 2007 | Hadashi no Kisetsu (Hoshizora no Live IV) –                                                                                     | — | Erstveröffentlichung: 29. August 2007                                                        |
| 2007 | Royal Chocolate Flush Eighth World                                                                                              | JP10 (7 Wo.)JP | Erstveröffentlichung: 5. Dezember 2007 Verkäufe JP: + 19.576                                 |
| 2008 | Flying Easy Loving Crazy Timeless Fly                                                                                           | — | Erstveröffentlichung: 26. März 2008 Verkäufe JP: + 10.324 Toshinobu Kubota feat. Misia       |
| 2008 | Yes Forever Just Ballade | JP15 (5 Wo.)JP | Erstveröffentlichung: 30. April 2008 Verkäufe JP: + 10.505                                   |
| 2008 | Yakusoku no Tsubasa (約束の翼) Just Ballade                                                                                     | JP12 (5 Wo.)JP | Erstveröffentlichung: 28. Mai 2008 Verkäufe JP: + 13.095                                     |
| 2008 | Catch the Rainbow – | JP11 (7 Wo.)JP | Erstveröffentlichung: 17. Dezember 2008 Verkäufe JP: + 12.150                                |
| 2009 | Sukoshi Zutsu Taisetsu ni Just Ballade                                                                                          | — | Erstveröffentlichung: 4. Februar 2009                                                        |
| 2009 | Ginga / Itsumademo (銀河/いつまでも) Just Ballade                                                                               | JP15 (6 Wo.)JP | Erstveröffentlichung: 10. Juni 2009 Verkäufe JP: + 9.930                                     |
| 2009 | Aitakute Ima (逢いたくていま) Just Ballade                                                                                      | JP9 ×2Diamant (Digital) + Doppelplatin (Klingelton) · (12 Wo.)JP                                                                               | Erstveröffentlichung: 18. November 2009 · Verkäufe JP: + 46.524 · + JP: Gold (Streaming)     |
| 2009 | Hoshi no Yō ni… 星のように... Just Ballade                                                                                      | JP18 (4 Wo.)JP | Erstveröffentlichung: 16. Dezember 2009 Verkäufe JP: + 6.204                                 |
| 2010 | Edge of This World Soul Quest                                                                                                   | — | Erstveröffentlichung: 28. April 2010                                                         |
| 2010 | Maware Maware feat. M2J + Francis Jocky Listen Up! The Official 2010 FIFA World Cup Album / Soul Quest                          | — | Erstveröffentlichung: 31. Mai 2010                                                           |
| 2010 | Aitakute Ima (Gomi Remix) Just Ballade                                                                                          | — | Erstveröffentlichung: 8. September 2010                                                      |
| 2010 | Everything (Junior + Gomi Cup Noodle 39 Remix) Marvelous                                                                        | — | Erstveröffentlichung: 15. September 2010                                                     |
| 2010 | Life in Harmony David Foster Presents Love, Again / Soul Quest                                                                  | — | Erstveröffentlichung: 15. September 2010                                                     |
| 2011 | Ashita e (Live Version) Soul Quest                                                                                              | — | Erstveröffentlichung: 27. April 2011                                                         |
| 2011 | Maware Maware (Gomi’s Lair Club Remix) feat. M2J + Francis Jocky Listen Up! The Official 2010 FIFA World Cup Album / Soul Quest | — | Erstveröffentlichung: 25. Mai 2011                                                           |
| 2011 | Kioku (記憶) Soul Quest | JP21 (4 Wo.)JP | Erstveröffentlichung: 25. Mai 2011 Verkäufe JP: + 7.954                                      |
| 2011 | This Is Me Soul Quest | — | Erstveröffentlichung: 13. Juli 2011                                                          |
| 2011 | Can’t Take My Eyes Off of You (Soul Quest Extended Version) –                                                                   | — | Erstveröffentlichung: 27. Juli 2011                                                          |
| 2011 | Smile Misia no Mori | — | Erstveröffentlichung: 30. November 2011                                                      |
| 2012 | Koi wa Owaranai Zutto (恋は終わらないずっと) Super Best Records                                                                 | JP17 (7 Wo.)JP | Erstveröffentlichung: 20. Juni 2012 Verkäufe JP: + 11.031                                    |
| 2012 | Deepness Super Best Records | JP15 (10 Wo.)JP | Erstveröffentlichung: 7. November 2012 Verkäufe JP: + 12.179                                 |
| 2012 | Back in Love Again Super Best Records                                                                                           | JP18 (4 Wo.)JP | Erstveröffentlichung: 19. Dezember 2012 Verkäufe JP: + 6.841; mit Tomoyasu Hotei             |
| 2013 | Shiawase wo Forever (幸せをフォーエバー) New Morning                                                                            | JP26 (5 Wo.)JP | Erstveröffentlichung: 4. September 2013 Verkäufe JP: + 5.000                                 |
| 2014 | Boku wa Pegasus Kimi wa Polaris (僕はペガサス 君はポラリス) New Morning                                                         | JP26 Gold (Digital) · (7 Wo.)JP | Erstveröffentlichung: 5. Februar 2014 Verkäufe JP: + 7.085                                   |
| 2015 | Shiroi Kisetsu / Sakura Hitohira (白い季節 / 桜ひとひら) Love Bebop                                                             | JP24 (9 Wo.)JP | Erstveröffentlichung: 18. Februar 2015 Verkäufe JP: + 7.478                                  |
| 2015 | Orphans no Namida (オルフェンズの涙) Love Bebop                                                                                 | JP23 Gold (Digital) · (10 Wo.)JP | Erstveröffentlichung: 25. November 2015 Verkäufe JP: + 14.019                                |
| 2017 | Kimi no Soba ni Iru yo (君のそばにいるよ) Life Is Going On and On                                                               | JP37 (3 Wo.)JP | Erstveröffentlichung: 29. November 2017 Verkäufe JP: + 3.281                                 |
| 2018 | Ai no Katachi (アイノカタチ) Life Is Going On and On                                                                            | JP15 ×3×2Dreifachplatin (Digital) + Doppelplatin (Streaming) · (218 Wo.)JP                                                                     | Erstveröffentlichung: 22. August 2018 Verkäufe JP: + 43.399; mit Hide (Greeeen)              |

Weitere Lieder
- 1998: Kiss Shite Dakishimete (キスして抱きしめて) Kiss and Hold Me (JP: Gold (Digital))
- 2007: Soba ni Ite (そばにいて...) Stay by My Side (JP: Gold (Digital))

### Videoalben
| Jahr | Titel                                                                      | Höchstplatzierung, Gesamtwochen, AuszeichnungChartsChartplatzierungen (Jahr, Titel, Platzierungen, Wochen, Auszeichnungen, Anmerkungen) | Anmerkungen                             |
| Jahr | Titel                                                                      | JP | Anmerkungen                             |
| ---- | -------------------------------------------------------------------------- | --- | --------------------------------------- |
| 1999 | WM                                                                         | — | Erstveröffentlichung: 1. April 1999     |
| 2000 | Love Is the Message the Tour of Misia 1999–2000                            | JP6 (5 Wo.)JP | Erstveröffentlichung: 26. Juli 2000     |
| 2001 | The Tour of Misia 2001                                                     | JP3 (6 Wo.)JP | Erstveröffentlichung: 30. Mai 2001      |
| 2001 | Misia Collection Music Clips Since 1998                                    | JP6 (4 Wo.)JP | Erstveröffentlichung: 22. August 2001   |
| 2002 | The Tour of Misia 2002                                                     | JP4 (5 Wo.)JP | Erstveröffentlichung: 27. März 2002     |
| 2003 | The Tour of Misia 2003 Kiss in the Sky in Sapporo Dome                     | JP8 (21 Wo.)JP | Erstveröffentlichung: 26. März 2003     |
| 2004 | The Tour of Misia 2004 Mars & Roses                                        | JP5 (12 Wo.)JP | Erstveröffentlichung: 31. März 2004     |
| 2004 | Hoshizora no Live II: Acoustic Live in Okinawa                             | JP9 (12 Wo.)JP | Erstveröffentlichung: 7. Juli 2004      |
| 2004 | Misia My Music Video Awards                                                | JP8 (11 Wo.)JP | Erstveröffentlichung: 8. September 2004 |
| 2005 | Misia the Singer Show the Tour of Misia 2005                               | JP12 (7 Wo.)JP | Erstveröffentlichung: 7. Juli 2005      |
| 2006 | Misia Hoshizora no Live III: Music Is a Joy Forever                        | JP12 (10 Wo.)JP | Erstveröffentlichung: 6. Dezember 2006  |
| 2006 | Misia Hoshizora no Live Star Package: II & III                             | — | Erstveröffentlichung: 6. Dezember 2006  |
| 2007 | The Tour of Misia 2007 Ascension                                           | JP7 (6 Wo.)JP | Erstveröffentlichung: 4. Juli 2007      |
| 2007 | Hohizora no Live IV Classics + Film of Misia in Kibera Slum                | JP14 (3 Wo.)JP | Erstveröffentlichung: 5. Dezember 2007  |
| 2008 | The Tour of Misia 2008 Eight World                                         | — | Erstveröffentlichung: 25. Juni 2008     |
| 2009 | The Tour of Misia Discotheque Asia                                         | JP4 (4 Wo.)JP | Erstveröffentlichung: 10. Juni 2009     |
| 2010 | Hoshizora no Live V Just Ballade Misia with Hoshizora no Orchestra 2010    | JP11 (4 Wo.)JP | Erstveröffentlichung: 26. Mai 2010      |
| 2010 | Hoshizora no Live VI Encore International Year of Biodiversity             | JP12 (3 Wo.)JP | Erstveröffentlichung: 20. Oktober 2010  |
| 2012 | The Tour of Misia Japan Soul Quest: Grand Finale 2012 in Yokohama Arena    | JP17 (3 Wo.)JP | Erstveröffentlichung: 20. Juni 2012     |
| 2013 | The Tour of Misia Box Blu-ray                                              | — | Erstveröffentlichung: 20. Februar 2013  |
| 2014 | Hoshizora no Live VII: 15th Celebration Hoshizora Symphony Orchestra       | JP22 (3 Wo.)JP | Erstveröffentlichung: 2. Juli 2014      |
| 2015 | Sekai Isan Gekijo Misia Candle Night at Okinawa                            | JP15 (3 Wo.)JP | Erstveröffentlichung: 1. April 2015     |
| 2017 | The Tour of Misia Love Bebop: All Roads Lead to You (Yokohama Arena Final) | JP16 (4 Wo.)JP | Erstveröffentlichung: 24. Mai 2017      |
| 2018 | 20th Anniversary The Super Tour Of Misia Girls just wanna have fun         | JP11 (10 Wo.)JP | Erstveröffentlichung: 31. Oktober 2018  |
| 2019 | Misia (平成武道館) Life is Going On and On                                 | JP10 (21 Wo.)JP | Erstveröffentlichung: 4. September 2019 |
| 2020 | Misia Soul Jazz Bigband Orchestra Sweet & Tender                           | JP16 (2 Wo.)JP | Erstveröffentlichung: 29. Juli 2020     |
| 2023 | 25th Anniversary Misia The Great Hope                                      | JP5 (34 Wo.)JP | Erstveröffentlichung: 7. Juli 2023      |
| 2024 | 25th Anniversary Misia (星空のライヴ) XII Starry Night Fantasy             | JP5 (11 Wo.)JP | Erstveröffentlichung: 24. Juli 2024     |

### Auszeichnungen für Musikverkäufe
Anmerkung: Auszeichnungen in Ländern aus den Charttabellen bzw. Chartboxen sind in ebendiesen zu finden.
| Land/RegionAuszeichnungen für Musikverkäufe (Land/Region, Auszeichnungen, Verkäufe, Quellen) | Gold       | Platin       | Diamant       | Verkäufe   | Quellen            |
| -------------------------------------------------------------------------------------------- | ---------- | ------------ | ------------- | ---------- | ------------------ |
| Japan (RIAJ)                                                                                 | 21× Gold21 | 31× Platin31 | 10× Diamant10 | 21.750.000 | riaj.or.jp JP2 JP3 |
| Insgesamt                                                                                    | 21× Gold21 | 31× Platin31 | 10× Diamant10 |            |                    |